# Marcilly-le-Châtel
Marcilly-le-Châtel (zuvor: Marcilly-le-Pavé) ist eine französische Gemeinde mit 1.395 Einwohnern (Stand: 1. Januar 2022) im Département Loire in der Region Auvergne-Rhône-Alpes. Sie gehört zum Arrondissement Montbrison und zum Kanton Boën-sur-Lignon. Die Bewohner werden Marcillois und Marcilloises genannt.
Die Gemeinde erhielt 2022 die Auszeichnung „Eine Blume“, die vom Conseil national des villes et villages fleuris (CNVVF) im Rahmen des jährlichen Wettbewerbs der blumengeschmückten Städte und Dörfer verliehen wird.

## Geografie
Marcilly-le-Châtel liegt etwa 40 Kilometer nordwestlich von Saint-Étienne im Forez im Zentralmassiv. Die Flüsschen Félines und Drugent durchqueren das Gemeindegebiet. Umgeben wird Marcilly-le-Châtel von den Nachbargemeinden Marcoux im Norden und Westen, Montverdun im Osten und Nordosten, Chalain-d’Uzore im Osten und Südosten, Pralong im Süden sowie Saint-Bonnet-le-Courreau im Südwesten.

## Bevölkerungsentwicklung
| Jahr                       | 1962 | 1968 | 1975 | 1982 | 1990 | 1999 | 2006 | 2017 |
| -------------------------- | ---- | ---- | ---- | ---- | ---- | ---- | ---- | ---- |
| Einwohner                  | 634  | 666  | 687  | 760  | 856  | 974  | 1175 | 1390 |
| Quellen: Cassini und INSEE |      |      |      |      |      |      |      |      |

## Sehenswürdigkeiten
- Pfarrkirche Saint-Cyr mit ältesten Teilen aus dem 11. Jahrhundert, Langhaus im 15./16. Jahrhundert neu gebaut mit zwei Seitenkapellen in der Mitte des 16. Jahrhunderts, Erweiterungen im 19. Jahrhundert, seit 1991 als Monument historique eingeschrieben, zahlreiche Ausstattungsgegenstände in der Base Palissy registriert
- Ehemalige Priorei der Benediktiner aus dem 16. Jahrhundert
- Burgruine Sainte-Anne aus dem 12. Jahrhundert
- Wohnhaus, genannt „Schloss Chabet“ aus dem 17. Jahrhundert
- Wohnhaus, genannt „Schloss La Morandin“ aus dem 16. Jahrhundert, umgestaltet im 18. Jahrhundert

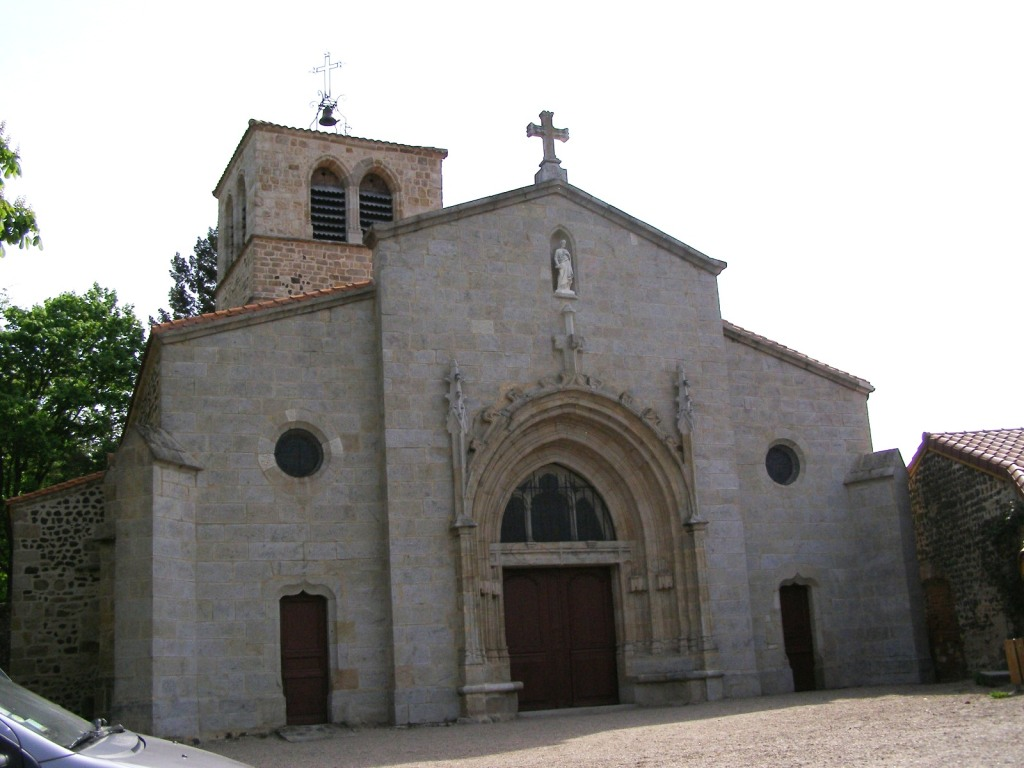
Pfarrkirche Saint-Cyr
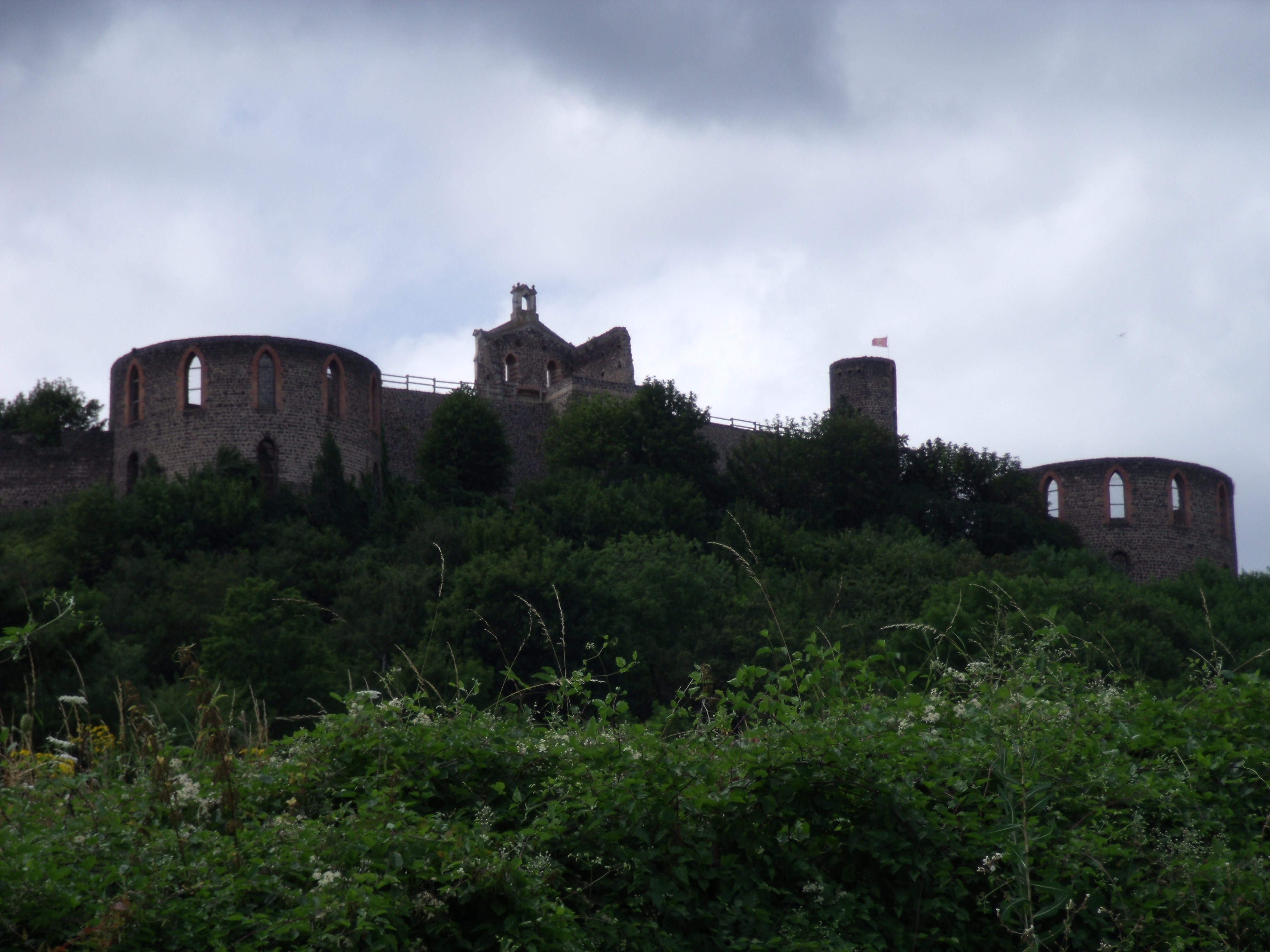
Burgruine Sainte-Anne